# Antònia Gironès i Bofill
Antònia Gironès i Bofill   (Figueres, c. 1850 - Peña Roa, 1916) fou una impulsora d'art i cultura catalana.
Va formar una família de músics i artistes plàstics amb projecció internacional. Es va casar amb el barceloní Ramon Pichot Mateu i va ser mare de set fills: Josep (1869, advocat i paisagista), Ramon (1871, pintor modernista), Antoni (1873, emigrat a Cuba), Maria Gay (1879, mezzosoprano i intèrpret de lied), Mercè (1881, pianista), Lluís (1887, violoncel·lista) i Ricard (1888, violinista). El 1891, va comprar la península d'es Sortell a Cadaqués on va fer una casa de linees modernes que es va finalitzar el 1899, convertint-se la família en un dels primers estiuejants de Cadaqués. A través de Ramon Pichot van anar a Cadaqués Santiago Rusiñol, Albéniz i Enric Granados; i Picasso, Derain i els Dalí. El 1908, Josep Pichot, el fill gran, va vendre una part d'es Sortell al notari Dalí que hi va fer una casa i amb qui van arribar Lorca, Buñuel, Éluard o Duchamp.
El 1904, Antònia va llogar una casa al barri d'Auteuil, a l'oest de París, on es va emportar als seus dos fills petits Lluís va estudiar musica amb el violinista belga Mathieu Crickboom i el francès Jacques Thibaud; i Ricard amb el viol·loncelista belga Ernest Gillet i Pau Casals. A la casa "Villa Reunion” si aplegaven tambe amb els germans grans Ramon i Nini i es va convertir fins al 1911 en lloc de trobada i esperit d'amistat dels Pichot per convidats de la creació (pintura, cant, música i escriptura). El 1909 va morir Ramon Pichot Mateu. Antònia va continuar a París però va tornar a Figuerés el 1913 fins que va morir el 1916 quan va anar a visitar a la seva filla Nini a Peña Roa.